# 79号美国国道
79号美国国道（英語：U.S. Route 79）是一条南北方向的美国国道。该公路连接了德克萨斯州朗德羅克和肯塔基州拉塞尔维尔，全长855英里（1376公里）。該公路始於1935年。